# طغاتیموریان
طغاتیموریان حکومتی پادشاهی در منطقه جرجان و خراسان بود که در قرن هشتم هجری بر بخش‌هایی از شمال و شرق ایران حکومت می‌کرد. طغاتیمور، یکی از شاهزادگان مغول، بنیانگذار این حکومت و دودمان بود.

## پیشینه
طغاتیمور در سال ۷۳۷ ق در خراسان به جمع مدعیان ایلخانی پیوست و چندین بار نیز به غرب ایران لشکرکشی نمود که در هیچ‌یک موفق نبود. پس از این ناکامی‌ها با اینکه طغاتیمور دست از ادعای ایلخانی نکشید اما تلاش برای افزایش قدرت را هم کنار گذاشت و به خراسان و گرگان بسنده کرد. او سرانجام در سال ۷۵۴ ق به دست امیر سربداران، خواجه یحیی کرابی، کشته شد و بیشتر سرزمینش به دست سربداران افتاد.
پسر طغاتیمور،  لقمان، بر بازمانده سرزمین‌های پدرش حکم راند اما اندکی بعد امیر ولی، پسر حاکم استرآباد در دوره طغاتیمور، او را کنار زد و بر تخت نشست. هنگامی که تیمور در سال ۷۸۴ ق استرآباد را تصرف کرد، لقمان را به حکومت استرآباد بازگرداند. پس از مرگ لقمان پسرش که پیرک (پیر پادشاه) نام داشت، بر تخت نشست. تمردهای پیرک سبب شد تا شاهرخ در ۸۰۹ یا ۸۱۰ ق به استرآباد هجوم برد و حکمرانی آنجا را به میرزا عمر بسپارد.